# Nephargynnis danieliana
Nephargynnis danieliana är en fjärilsart som beskrevs av Thomas Joseph Witt 1972. Nephargynnis danieliana ingår i släktet Nephargynnis och familjen praktfjärilar. Inga underarter finns listade i Catalogue of Life.